# Liste des combattants étrangers des FDS tués pendant la guerre civile syrienne
 (novembre 2020).
Le contenu est difficilement compréhensible vu les erreurs de traduction, qui sont peut-être dues à l'utilisation d'un logiciel de traduction automatique.
Plus de 11 000 combattants des Forces démocratiques syriennes (et de ses diverses composantes et milices alliées) ont été tués pendant le conflit Rojava de la guerre civile syrienne. Voici une liste de combattants étrangers dans les Forces démocratiques syriennes tués. Alors que des milliers de Kurdes d'autres régions du Kurdistan ont également pris part au conflit, puisqu'ils ne sont pas considérés comme étrangers par les Kurdes occidentaux, ils ne sont pas inclus dans cette liste. Les personnes répertoriées de Turquie, Iran et Irak appartiennent à des ethnies autres que kurdes.

## Liste
| Date du décès        | Nom / nom de guerre                                   | Âge     | Origine ethnique  | Groupe                                                                  | Combat tué / lieu du décès                                                                | Réf     |
| -------------------- | ----------------------------------------------------- | ------- | ----------------- | ----------------------------------------------------------------------- | ----------------------------------------------------------------------------------------- | ------- |
| Septembre 2013       | Serkan Tosun                                          | Inconnu | Turc              | Parti communiste marxiste-léniniste (MLKP)                              | Ras al-Ayn                                                                                | ,       |
| Septembre 2014       | Amir Qobadi (Rojwan Kobane)                           | 23      | Persan            | Unités de protection du peuple (YPG)                                    | Bataille de Kobané, Kobanî                                                                | ,       |
| 5 octobre 2014       | Suphi Nejat Ağırnaslı (Paramaz Kızılbaş)              | 30      | Turc              | MLKP                                                                    | Bataille de Kobanî                                                                        | ,       |
| 23 février 2015      | Ashley Johnston (Bagok Serhed)                        | 28      | Australien        | Lions du Rojava, YPG                                                    | Bataille de Tall Hamis (2015)                                                             | ,       |
| 2 mars 2015          | Konstandinos Erik Scurfield (Kemal)                   | 25      | Grec britannique  | Lions du Rojava, YPG                                                    | Tal Khuzela, Gouvernorat de Hassaké                                                       | ,       |
| 7 mars 2015          | Ivana Hoffmann (Avaşin Tekoşin Güneş)                 | 19      | Afro-Allemand     | MLKP                                                                    | Bataille de Tall Hamis (2015), Tell Tamer                                                 | ,       |
| 9 mai 2015           | Mohammad Hossein Karimi (Aryel Kobanê)                | 24      | Persan            | YPG                                                                     | Ras al-Ayn                                                                                | ,       |
| 7 mars - 19 mai 2015 | Inconnu                                               | Inconnu | Turc              | MLKP                                                                    | District d'Ayn al-Arab, Gouvernorat d'Alep & Gouvernorat de Hassaké                       | [ 2 ]   |
| 7 mars - 19 mai 2015 | Inconnu                                               | Inconnu | Turc              | MLKP                                                                    | District d'Ayn al-Arab, Gouvernorat d'Alep & Gouvernorat de Hassaké                       | [ 2 ]   |
| 7 mars - 19 mai 2015 | Inconnu                                               | Inconnu | Turc              | MLKP                                                                    | District d'Ayn al-Arab, Gouvernorat d'Alep & Gouvernorat d'Al-Hasakah                     | [ 2 ]   |
| 7 mars - 19 mai 2015 | Inconnu                                               | Inconnu | Turc              | MLKP                                                                    | District d'Ayn al-Arab, Gouvernorat d'Alep & Gouvernorat de Hassaké                       | [ 2 ]   |
| 7 mars - 19 mai 2015 | Inconnu                                               | Inconnu | Turc              | MLKP                                                                    | District d'Ayn al-Arab, Gouvernorat d'Alep & Gouvernorat de Hassaké                       | [ 2 ]   |
| 7 mars - 19 mai 2015 | Inconnu                                               | Inconnu | Turc              | MLKP                                                                    | District d'Ayn al-Arab, Gouvernorat d'Alep & Gouvernorat de Hassaké                       | [ 2 ]   |
| 25 mai 2015          | Bedrettin Akdeniz (Ekin İnce Memed/Suphi Şoreş)       | Inconnu | Turc              | Forces unies de libération (BÖG)                                        | Til Xenzir, Ras al-Ayn                                                                    | [ 21 ]  |
| 2 juin 2015          | Mahir Arpaçay (Tamer Arda)                            | Inconnu | Turc              | BÖG                                                                     | Nustel village, Ras al-Ayn                                                                | [ 22 ]  |
| 3 juin 2015          | Keith Broomfield (Gelhat Raman)                       | 36      | Américain         | Lions du Rojava, YPG                                                    | Bataille de Tall Abyad, Soulouk                                                           |         |
| 27 juin 2015         | Reece Harding (Bagok Australi)                        | 23      | Australien        | Lions du Rojava, YPG                                                    | Kantari, Tell Abyad                                                                       | ,       |
| 6 juillet 2015       | Kevin Jochim (Dilsoz Bahar)                           | 21      | Allemand          | Lions du Rojava, YPG                                                    | Şergirat, Tell Abyad                                                                      | [ 25 ]  |
| 11 juillet 2015      | Rifat Horoz (Karker Kobanê)                           | 60      | Turc albanais     | YPG                                                                     | Massacre de Kobané, Kobané                                                                | ,       |
| 21 septembre 2015    | Aziz Güler (Rasih Kurtuluş)                           | Inconnu | Turc              | BÖG, Bataillon international de libération (IFB)                        | Ras al-Ayn                                                                                | ,       |
| 22 septembre 2015    | Maksim Trifonov                                       | 26      | Russe             | YPG                                                                     | Près de Kobanî                                                                            | [ 30 ]  |
| 4 novembre 2015      | John Robert Gallagher                                 | 32      | Canadien          | Tabur Şehîd Bagok, YPG                                                  | Bataille d'al-Hol, Dalhu, al-Hol                                                          | ,       |
| 23 février 2016      | Gunter Helsten (Rustem Cudi)                          | 47      | Allemand          | YPG                                                                     | Bataille d'Al-Chaddadeh (2016), Chaddadeh                                                 | [ 34 ]  |
| 3 mai 2016           | Mário Nunes (Kendal Qahraman)                         | 22      | Portugais         | YPG                                                                     | Tell Tamer, District de Hassaké, Gouvernorat de Hassaké                                   | [ 35 ]  |
| 25 mai 2016          | Jamie Bright (Gabar Amed)                             | 45      | Australien        | YPG                                                                     | Offensive de Raqqa (mai 2016)                                                             | [ 36 ]  |
| 28 juin 2016         | Eylem Ataş (Cemre Heval)                              | NC      | Turc              | BÖG, IFB                                                                | Bataille de Manbij, Manbij                                                                | ,       |
| 14 juillet 2016      | Levi Jonathan Shirley (Agir Şervan)                   | 24      | Américain         | YPG                                                                     | Bataille de Manbij                                                                        | ,       |
| 21 juillet 2016      | Martin Gruden (Rodi Çekdar)                           | NC      | Slovène           | YPG                                                                     | Bataille de Manbij                                                                        | [ 42 ]  |
| 27 juillet 2016      | Dean Carl Evans (Givara Rojava)                       | 22      | Anglais           | YPG                                                                     | Bataille de Manbij                                                                        | ,       |
| 3 août 2016          | Badeen al-Imam (Firaz Kardo)                          | 58      | Suédois           | YPG                                                                     | Bataille de Manbij                                                                        | ,       |
| 3 août 2016          | Jordan MacTaggart (Ciwan Firat)                       | 22      | Américain         | YPG                                                                     | Bataille de Manbij                                                                        | ,       |
| 10 août 2016         | William Savage (Amed Kobane)                          | 27      | Américain         | YPG                                                                     | Bataille de Manbij                                                                        | ,       |
| 24 novembre 2016     | Michael Israel (Robîn Agirî)                          | 27      | Américain         | YPG (anciennement BÖG)                                                  | Bataille d'al-Bab, près de Arima, District d'Al-Bab                                       | ,       |
| 24 novembre 2016     | Anton Leschek (Zana Ciwan)                            | NC      | Allemand          | YPG                                                                     | Bataille d'al-Bab, près de Arima, District d'Al-Bab                                       | ,       |
| 21 décembre 2016     | Ryan Lock (Berxwedan Gîvara)                          | 20      | Anglais           | YPG                                                                     | Offensive de Raqqa (2016-2017), Sous-district d'Al-Jarniyah, Gouvernorat de Raqqa         | [ 56 ]  |
| 21 décembre 2016     | Nazzareno Tassone (Agîr Ararat)                       | 24      | Canadien          | YPG                                                                     | Offensive de Raqqa, Sous-district d'Al-Jarniyah                                           | [ 57 ]  |
| 7 janvier 2017       | Muzaffer Kandemir (Doğan Kırefe)                      | NC      | Turc              | BÖG, IFB                                                                | Offensive de Raqqa, Sous-district de Suluk, Gouvernorat de Raqqa                          | [ 58 ]  |
| 15 janvier 2017      | Paolo Todd (Kawa Amed)                                | 33      | Amérindien        | YPG                                                                     | Offensive de Raqqa, village de Suwaydiya Saghirah, District de Raqqa                      | ,       |
| 18 janvier 2017      | Albert Avery Harrington (Çekdar Rojava/Neshro Hiro)   | 49      | Américain         | Conseil militaire syriaque (MFS) (anciennement YPG)                     | Offensive de Raqqa, village de Suwaydiya Saghirah, District de Raqqa                      | ,       |
| 10 mai 2017          | Ulaş Bayraktaroğlu (Mehmet Kurnaz)                    | NC      | Turc              | BÖG, IFB                                                                | Offensive de Raqqa, Sous-district de Raqqa                                                | [ 62 ]  |
| 29 mai 2017          | Ayşe Deniz Karacagil (Destan Temmuz)                  | 23      | Turc              | MLKP, IFB                                                               | Offensive de Raqqa, Sous-district de Raqqa                                                | ,       |
| 29 mai 2017          | Hasan Ali                                             | NC      | Turc              | BÖG, IFB                                                                | Offensive de Raqqa, Sous-district de Raqqa                                                | [ 65 ]  |
| 5 juillet 2017       | Robert Grodt (en) (Demhat Goldman)                    | 28      | Américain         | YPG                                                                     | Bataille de Raqqa (2017), Raqqa                                                           | ,       |
| 5 juillet 2017       | Luke Rutter (Soro Zinar)                              | 22      | Anglais           | YPG                                                                     | Bataille de Raqqa                                                                         | ,       |
| 5 juillet 2017       | Nicholas Warden (Rodi Deysie)                         | 29      | Américain         | YPG                                                                     | Bataille de Raqqa                                                                         | [ 68 ]  |
| 16 juillet 2017      | David Taylor (Zafer Qereçox)                          | 26      | Américain         | YPG                                                                     | Bataille de Raqqa                                                                         | [ 70 ]  |
| 14 août 2017         | Fermun Çırak (Nubar Ozanyan/Orhan Bakırcıyan)         | 61      | Arménien turc     | TKP/ML, IFB                                                             | Bataille de Raqqa                                                                         | [ 71 ]  |
| Septembre 2017       | Gökhan Taşyakan (Ulaş Adalı)                          | 38      | Turc              | BÖG, IFB                                                                | Bataille de Raqqa                                                                         | [ 72 ]  |
| 7 septembre 2017     | Frédéric Henri Georges Demonchaux (Gabar Légionnaire) | 49      | Français          | YPG                                                                     | Bataille de Raqqa                                                                         | ,       |
| 16 septembre 2017    | Siyabend Nasir (Xebat Dêrik)                          | NC      | Irakien           | YPG                                                                     | Offensive de Deir ez-Zor (2017-2019), District de Deir ez-Zor, Gouvernorat de Deir ez-Zor | [ 75 ]  |
| 26 septembre 2017    | Mehmet Aksoy (Firaz Dag)                              | 32      | Kurde britannique | YPG                                                                     | Bataille de Raqqa                                                                         | ,       |
| 24 octobre 2017      | Jac Holmes (en) (Şoreş Amanos)                        | 24      | Anglais           | YPG                                                                     | Raqqa                                                                                     | [ 82 ]  |
| 25 novembre 2017     | Oliver Hall (en) (Canşêr Zagros)                      | 24      | Anglais           | YPG                                                                     | Raqqa                                                                                     | [ 83 ]  |
| 5 janvier 2018       | Jake Klipsch (Delîl Emerîka)                          | NC      | Américain         | MFS                                                                     | Ayn Issa                                                                                  | [ 84 ]  |
| 1–2 février 2018     | Emre Bora (Sinan Ateş)                                | NC      | Turc              | TKP/ML, IFB                                                             | Bataille d'Afrine, District d'Afrin                                                       | [ 85 ]  |
| 10 février 2018      | Olivier François Le Clainche (Kendal Breizh)          | 40      | Breton            | Tabour YPG International                                                | Bataille d'Afrine, Jindires                                                               | [ 86 ]  |
| 10 février 2018      | Samuel Prada León (Baran Galicia)                     | 24      | Galicien          | Unités de résistance de Sinjar (Tabour YBŞ International)/YPG           | Bataille d'Afrine, Jindires                                                               | [ 86 ]  |
| 12 février 2018      | Sjoerd Heeger (Baran Sason)                           | 24      | Néerlandais       | YPG                                                                     | Offensive de Deir ez-Zor, Gouvernorat de Deir ez-Zor                                      | [ 87 ]  |
| 24 février 2018      | Haukur Hilmarsson (Şahin Hüseyni)                     | 32      | Islandais         | Union révolutionnaire pour la solidarité internationaliste (RUIS), MLKP | Bataille d'Afrine, Rajo                                                                   | ,       |
| 4 mars 2018          | Şevger Ara Makhno                                     | NC      | Turc              | Lutte anarchiste, IFB                                                   | Bataille d'Afrine, Berbêne, près de Rajo                                                  | ,       |
| 13 mars 2018         | Taylan Demircioğlu (Kenan Aktaş)                      | Inconnu | Turc              | Parti travailliste communiste de Turquie / léniniste (TKEP/L), IFB      | Bataille d'Afrine                                                                         | [ 93 ]  |
| 16 mars 2018         | Anna Campbell (Hêlîn Qereçox)                         | 26      | Anglais           | Unités de protection de la femme (YPJ) International                    | Bataille d'Afrine                                                                         | ,       |
| 17 mars 2018         | Alina Sánchez (Lêgerîn Çîya)                          | 32      | Argentine         | YPJ International                                                       | Gouvernorat de Hassaké                                                                    | ,       |
| Mars 2018            | NC                                                    | NC      | Turc              | MLKP, IFB                                                               | Bataille d'Afrine                                                                         | [ 98 ]  |
| Mars 2018            | NC                                                    | NC      | Turc              | MLKP, IFB                                                               | Bataille d'Afrine                                                                         | [ 98 ]  |
| Mars 2018            | NC                                                    | NC      | Turc              | MLKP, IFB                                                               | Bataille d'Afrine                                                                         | [ 98 ]  |
| Mars 2018            | NC                                                    | NC      | Turc              | Parti communard révolutionnaire (DKP), IFB                              | Bataille d'Afrine                                                                         | [ 98 ]  |
| Mars 2018            | NC                                                    | NC      | Turc              | DKP, IFB                                                                | Bataille d'Afrine                                                                         | [ 98 ]  |
| 13 mai 2018          | Ramon María Rull Linhoff (Kendal Ramon)               | 55      | Espagnol          | Tabour YBŞ International                                                | Offensive de Deir ez-Zor, Gouvernorat de Deir ez-Zor                                      | ,       |
| 6 octobre 2018       | Farid Medjahed (Şahin Qereçox)                        | 36      | Français          | Tabour YPG International                                                | Bataille de Hajin, District de Abu Kamal, Gouvernorat de Deir ez-Zor                      | ,       |
| 7 décembre 2018      | Giovanni Francesco Asperti (Hiwa Bosco)               | 50      | Italien           | YPG                                                                     | District d'Al-Malikiyah                                                                   | [ 103 ] |
| 18 mars 2019         | Lorenzo Orsetti (Tekoşer Piling)                      | 33      | Italien           | Lutte anarchiste (auparavant TKP/ML)                                    | Bataille de Al-Baghouz Fouqani, Gouvernorat de Deir ez-Zor                                | ,       |
| 16 octobre 2019      | Konstantin Gedig (Andok Cotkar)                       | 24      | Allemand          | YPG                                                                     | Deuxième bataille de Ras al-Aïn, Opération Source de paix                                 | [ 107 ] |
| 3 novembre 2019      | Ceren Güneş (Azge Aydın)                              | NC      | Turc              | DKP, IFB                                                                | Opération Source de paix, sous-district de Tell Tamer, district de Hassaké                | ,       |
| 6 novembre 2019      | Göze Altunöz (Aynur Ada)                              | NC      | Turc              | Forces de libération des femmes, IFB                                    | Opération Source de paix, près de Tell Tamer, district de Ras al-Aïn                      | ,       |
| 6 novembre 2019      | Yasin Aydın (İmran Fırtına)                           | NC      | Turc              | BÖG, IFB                                                                | Opération Source de paix, près de Tell Tamer, district de Ras al-Ayn                      | ,       |